# Vatra (Vereinigung)

Logo der Vatra

Vatra (alb. für Herdfeuer, voller Name: Federata Panshqiptare Vatra, englisch Pan Albanian Federation Vatra) ist eine nationalistisch-patriotische Vereinigung ethnisch albanischer Auswanderer in Nordamerika. Die Vatra wurde im April 1912 auf Initiative des orthodoxen Geistlichen Fan Noli und des muslimischen Literaten Faik Konica in Boston gegründet. Diese beiden wurden nacheinander auch die ersten Vorsitzenden. In der Vatra vereinigten sich 14 in den USA aktive albanische Organisationen, um ihre Tätigkeiten zu koordinieren. Hauptziele der Föderation waren die Vertretung der Interessen albanischer Emigranten in den USA und politische Lobbyarbeit für den im Entstehen begriffenen albanischen Nationalstaat. Publikationsorgan der Vereinigung wurde die wenige Jahre zuvor von Fan Noli begründete Wochenzeitung Dielli. Die größte Bedeutung hatte die Vatra in den ersten 15 Jahren nach ihrer Gründung. In dieser Zeit hatte die Vereinigung über 70 Filialen in den USA und Kanada.
Als Vertreter der Vatra reiste Faik Konica im Dezember 1912 zur Londoner Botschafterkonferenz der europäischen Großmächte, die die Unabhängigkeit Albaniens anerkannte. Im Mai 1913 war die Vatra durch Konica auf dem albanischen Nationalkongress in Triest vertreten. Nach dem Ersten Weltkrieg erlangten die Führer der Vatra Zugang zum US-Präsidenten Woodrow Wilson und konnten ihn überzeugen, auf der Pariser Friedenskonferenz für die Wiederherstellung Albaniens zu plädieren, für die Vereinigung war dort der amerikanische Pfarrer Charles Telford Erickson anwesend. Freiwillige aus der Vatra beteiligten sich 1920 auch am Kampf gegen die italienischen Okkupationstruppen in Vlora. Der Vatra-Gründer Fan Noli wurde Ende 1920 der erste Repräsentant Albaniens beim Völkerbund. 1921 wurde Noli ins albanische Parlament gewählt. Um ihn bildete sich der Parlamentsclub der Liberalen, der in der Historiographie manchmal auch als Vatra-Partei bezeichnet wird. Vor allem in der ersten Hälfte der 1920er Jahre organisierte die Vereinigung Hilfslieferungen für das von Hungersnot bedrohte Mutterland und half auch beim Aufbau von Schulen. 1926 ernannte Ahmet Zogu den Vatra-Vorsitzenden Konica zum Botschafter in Washington.
Zu den von den Italienern im besetzten Albanien eingesetzten Regierungen (1939–1943) und zu den kommunistischen Machthabern unter Enver Hoxha (ab 1944) unterhielt die Vatra keine Beziehungen. Fortan stand die kulturelle Arbeit für die albanische Diaspora im Mittelpunkt. Die Mitgliederschaft des Vereins überalterte und nahm ab, weil durch die Schließung der Grenzen seit dem Ende der 1940er Jahre kaum mehr albanische Einwanderer nach Amerika kamen. Gleichwohl existiert die Vatra bis heute (2013). Ihr Hauptquartier befindet sich in der New Yorker Bronx. Vereinsvorsitzender ist derzeit der Mediziner Gjon Bucaj. Das hundertjährige Bestehen der Organisation wurde 2012 in den albanischen Medien vielfach gewürdigt. Der albanische Premier Sali Berisha, zu dem Zeitpunkt auf Staatsbesuch in den USA, nahm persönlich an den Feierlichkeiten teil.